# Mooi man
"Mooi man" is een single van het Nederlandse mannenkoor/muziekgroep Mannenkoor Karrespoor uit 1990. Het nummer werd uitgebracht als de eerste track op het album Onbegriepuluk uit 1991.

## Achtergrond
Mooi man is geschreven door Marco Hof, Henk Kranendonk, Gert-Jan ter Schure, Richard van der Zee en geproduceerd door Marco Hof, Richard van der Zee en Joop van der Linden. Het nummer is de eerste single van het mannenkoor. 
Het nummer is ontstaan nadat de gasten van café De Karre in Tuk zelf begonnen te zingen nadat de jukebox het begaf. Hieruit ontstond het lied, welke zo is genoemd omdat de uitbater van de kroeg, Hein Kranendonk, deze uitdrukking als stopwoord had en de uitbater tien jaar in het vak zat. Mooi man werd in een half uurtje geschreven en in de studio opgenomen in groepjes van vijf/zes man, omdat het hele koor niet in de studio paste. Het originele plan was om enkel één plaat te maken voor de kroeg, maar omdat de drukker niet enkel één vinylplaat kon drukken, lieten ze er 500 persen, welke binnen een dag na het eerste optreden waren verkocht. In de regio was het al een succes, waarna het vervolgens onder studenten een bekend lied werd. Op de radio was het eerst geen hit, omdat dj's  vonden dat het lied alcoholconsumptie te veel zou promoten. Later werd het toch opgepakt en haalde het de derde plaats in de Nationale Top 100 en de vijfde plaats in de Top 40. Het nummer begint met een geluid van een trekker. 
Mooi man werd tijdens de boerenprotesten van 2020 gebruikt als soundtrack, samen met nummers als Lekker op de trekker en De boer dat is de keerl. De single heeft in Nederland de gouden status.